# Westerhonk
Westerhonk is een bijzondere woonwijk nabij Monster, in de gemeente Westland. Voor de gemeentelijke herindeling behoorde het tot de gemeente Monster, en ligt tussen Monster en Den Haag in. In de wijk wonen voornamelijk verstandelijk gehandicapten, die er begeleid wonen.
Er zijn relatief veel voorzieningen in de wijk. Zo is er een zwembadje, een kinderboerderij en een activiteitencentrum.
In het begin van de 21e eeuw zijn er heel wat cliënten van het Westerhonk naar gewone woonwijken in de omgeving verhuisd. Daar komen ze in contact met andere mensen en doen ze zo veel mogelijk mee met de gewone samenleving. Om dit ook voor de achterblijvende mensen op het Westerhonk mogelijk te maken, worden er woningen in en nabij het Westerhonk gebouwd voor mensen zonder beperking. Op die manier wordt er ook in deze bijzondere woonwijk een gewone samenleving gecreëerd. Hiermee maakt men de integratie tussen mensen met en zonder verstandelijke beperking mogelijk. Voorwaarde van een dergelijke bijzondere woonwijk is het waarborgen van veiligheid. Zoals het beperken van snelheid (maximaal 15 km per uur). De mensen die in deze wijk wonen, houden rekening met elkaar.
Het Westerhonk is een van de eerste buurtschappen waar op deze manier het zelfstandig wonen van verstandelijk gehandicapten wordt gestimuleerd. Het initiatief komt vanuit de overheid. Zij zijn van mening dat verstandelijk beperkte mensen meer deel moeten uitmaken van de samenleving.
Het Westerhonk is onderdeel van 's Heeren Loo. 's Heeren Loo wil met en voor cliënten werken aan voortdurende ontwikkeling van de kwaliteit van leven. Sociale contacten en wezenlijke ontmoetingen met andere mensen zijn hierbij belangrijk. Vanuit de visie van 's Heeren Loo dat mensen met een verstandelijke beperking aanspraak hebben op een reguliere plek in de samenleving.
Bij de opzet stimuleerde vooral de gemeente Monster het idee, en ook de huidige gemeente Westland is enthousiast over het Westerhonk; verkoop van grond en huizen en de wateroppervlakte als extra waterberging voor tuinders heeft hen namelijk tientallen miljoenen euro's opgeleverd.
De gehandicaptenzorg van Westerhonk maakt deel uit van 's Heeren Loo.